# 이나리역
이나리역(일본어: 稲荷駅, いなりえき)은 일본 교토부 교토시 후시미구에 있는 서일본 여객철도의 철도역이다. 후시미 이나리 신사에서 가장 인접한 역으로, 참배객을 위하여 미야코지 쾌속이 연시(年始) 기간에 임시로 정차한다.

## 역 구조
상대식 승강장으로 2면 2선의 지상역이다. 분기기와 절대 신호기가 존재하지 않아 정류장으로 분류된다. 곡선부에 역이 지어져 있어, 승강장이 굽어있다. 역사는 2번 승강장 (하행선)에 있으며, 1번 승강장 (상행선)과는 과선교로 연결되어 있다. 우지 역의 관할 구역에 속해 있으며 역 업무는 서일본 여객철도 교통 서비스에 위탁되어 있다. 이코카 및 제휴 교통카드의 사용이 가능하며, 서일본 여객철도의 특정도구시내 제도에 의한 "교토 시내" 구역에 속한 역이다. 2009년 2월 16일 도후쿠지역과 함께 초록 창구가 설치되었으며, 2008년 12월에는 엘리베이터와 비상 버튼의 사용이 개시되어 배리어 프리화가 이루어졌다.

### 승강장
| 1 | ■ 나라 선 | 교토 방면              |
| 2 | ■ 나라 선 | 우지 · 조요 · 나라방면 |

## 역세권 정보
- 후시미이나리 신사
- 게이한 전기 철도 본선 후시미이나리 역
- 게이한 전기 철도 본선 후카쿠사 역
- 류코쿠 대학 후카쿠사 캠퍼스

## 역사
1879년, 도카이도 본선 교토 역 ~ 오타니 역 간의 철도가 개업할 무렵에 개설되었다. 1880년에 오타니에서 오쓰까지 연장하였으며, 1889년에는 신바시 역 ~ 고베역 전 구간이 개통하여 도카이도 본선의 정식 역이 되었다. 그러나 1921년에 도카이도 본선의 반바 역 ~ 교토 역 간이 신오사카 산 터널·히가시 산 터널을 경유하는 현재의 노선으로 이설하면서 교토 역 ~ 이나리 역 간의 구 노선은 나라 선으로 편입되었다.
- 1879년 8월 18일: 관설 철도의 교토 역 ~ 오타니 역 간의 연장에 따라 개업하였다.
- 1895년 4월 1일: 선로 명칭 제정에 따라 도카이도 본선의 소속이 되었다.
- 1921년 8월 1일: 도카이도 본선의 이설에 따라 나라 선에 편입되었다.
- 1987년 4월 1일: 민영화에 따라 서일본 여객철도의 소속이 되었다.
- 2003년 11월 1일: 이코카의 사용이 개시되었다.

## 인접역
| 서일본 여객철도 나라 선 | 서일본 여객철도 나라 선 | 서일본 여객철도 나라 선 |
| ----------------------- | ----------------------- | ----------------------- |
| 도후쿠지 교토 방면      | ■ 보통                  | JR 후지노모리 나라 방면 |

## 같이 보기
- 후시미이나리역